# Cryptische honingeter
De cryptische honingeter (Microptilotis imitatrix) is een vogel die voorkomt in het noordoosten van Australië.

## Beschrijving
De vogel lijkt sterk op de priemsnavelhoningeter (M. gracilis) en wordt ook wel als ondersoort beschouwd. Van boven is de vogel iets donkerder en het geel op de kin en keel is meer uitgesproken. De borst is ook donkerder en er is minder geel op de buik.

## Verspreiding en leefgebied
Het verspreidingsgebied van de Cryptische honingeter strekt zich uit van de punt van de provincie Queensland tot aan Halifax Bay. Het is geen uitgesproken bosvogel, het leefgebied bestaat uit een groot aantal landschapstypen waarin vooral veel laag struikgewas of spaarzaam geboomte voorkomt; ook in tuinen en nooit hoger dan in heuvelland van 300 m boven de zeespiegel.